# Il marito (film)
Il marito è un film del 1958 diretto da Nanni Loy e Gianni Puccini.

## Trama
(Alberto sfotte i laziali prima del derby Roma-Lazio)
L'Ingegnere Alberto Mariani sposa la violoncellista Elena Bonfanti, e la sua vita comincia a cambiare in peggio. Elena è infatti una donna dalle molte virtù ma con un grande difetto: volere in casa la presenza costante della madre e una sorella invadenti.
Ben presto la vita coniugale si rivela per Alberto una prigione, tra le tante rinunce, come dire addio alla partita la domenica e le uscite con gli amici, rimpiazzate da strazianti concerti di musica da camera, e le mire della suocera e della cognata di trasformare la terrazza panoramica nel loro appartamentino personale. Come se ciò non bastasse, ci si mettono anche i guai del lavoro, i prestiti, le cambiali, i ritardi di pagamento, i mancati appalti.
Afflitto anche dalle difficoltà economiche di sua sorella e dei suoi parenti, Alberto è sull'orlo della crisi quando la fortuna fa la sua comparsa sotto le sembianze di una vedova benestante. Cerca così in ogni modo di conquistare la fiducia della provocante donna fino a quando la disperata ricerca di denaro conduce Alberto a un passo dall'adulterio.
Proprio quando sembra esserci riuscito e aver salvato l'attività dal fallimento, però, moglie e parenti mandano tutto all'aria. Ormai definitivamente rovinato ma felice, Alberto è così costretto a cambiare completamente lavoro diventando addetto alla vendita di dolciumi in tutta Italia e per questo sempre in giro per lavoro e lontano dai suoi famigliari, corteggiando le donne.

## Distribuzione
Il film è uscito nelle sale spagnole, con il titolo El marido, il 6 febbraio 1958 e in quelle italiane il 20 febbraio 1958.

## Critica
(Gian Luigi Rondi ne Il Tempo del 6 marzo 1958)